# Condado de Brantley
O Condado de Brantley é um dos 159 condados do Estado americano de Geórgia. A sede do condado é Nahunta, e sua maior cidade é Nahunta. O condado possui uma área de 13 km², uma população de 14 629 habitantes, e uma densidade populacional de 1 159 hab/km² (segundo o censo nacional de 2000). O condado foi fundado em 14 de agosto de 1912.